# Dictionnaire encyclopédique des sciences médicales
Der Dictionnaire encyclopédique des sciences médicales (Enzyklopädisches Wörterbuch der medizinischen Wissenschaften) von Amédée Dechambre ist ein Werk, das seinen Lesern das medizinische Wissen der zweiten Hälfte des 19. Jahrhunderts auf aktuellstem Stand und in seinem Gesamtzusammenhang zugänglich machen sollte. Es ist zwischen 1864 und 1889 entstanden und wurde in Paris von P. Asselin und Victor Masson (1807–1879) in 100 Bänden verlegt. Weit über 200 Mitarbeiter haben dazu Beiträge aus ihren individuellen Wissensgebieten verfasst.
Darüber hinaus enthält das Werk Biographien von Medizinern. Die Biographien deutschsprachiger Mediziner im Dictionnaire encyclopédique des sciences médicales lehnten sich an die entsprechenden Artikel im Biographischen Lexikon der hervorragenden Ärzte aller Zeiten und Völker an, das von 1884 bis 1888 in Wien und Leipzig verlegt worden war.

## Geschichte
Der Dictionnaire encyclopédique des sciences médicales bildet den Abschluss in einer Reihe französischer medizinischer Wörterbücher des 18. und 19. Jahrhunderts:
- Encyclopédie méthodique. 3 Bände Chirurgie, 13 Bände Medizin, 1787–1799
- Dictionnaire des sciences médicales. 60 Bände, 1812–1822
- Dictionnaire des sciences médicales. Biographie médicale. 7 Bände, 1820–1825
- Dictionnaire de médecine. 21 Bände, 1821–1828
- Dictionnaire encyclopédique des sciences médicales. 100 Bände, 1864–1889

Durch den Dictionnaire encyclopédique des sciences médicales wurde Albert Eulenburg angeregt, auch für den deutschen Sprachraum ein ähnlich umfangreiches medizinisches Wörterbuch herauszugeben. So entstand die Real-Encyclopädie der gesammten Heilkunde. Im deutschsprachigen Raum erschienen im 19. Jahrhundert folgende große medizinische Wörterbücher:
- Encyclopädisches Wörterbuch der medicinischen Wissenschaften. 37 Bände, 1828–1849
- Encyclopädie der medicinischen Wissenschaften nach dem Dictionnaire de Médecine frei bearbeitet und mit nöthigen Zusätzen versehen. 13 Bände 1830–1834
- Real-Encyclopädie der gesammten Heilkunde. 1. Auflage 15 Bände, 1880–1883, 2. Auflage 22 Bände, 1885–1890, 3. Auflage 26 Bände, 1894–1901, 4. Auflage 15 Bände, 1907–1914

## Nachdruck
Es gab nur die erste Auflage; es gibt einen Nachdruck mit der ISBN 978-1-2712-3027-3.

## Prominente Mitarbeiter
- Alexandre Axenfeld (Pathologie)
- Henri Ernest Baillon (Botanik)
- Charles-Joseph Bouchard (Pathologie)
- Raphaël Blanchard, (Zoologie)
- Charles-Édouard Brown-Séquard (Physiologie)
- Charles Daremberg (Medizingeschichte)
- Lucien Leclerc (Arabische Medizin)
- Louis Pasteur
- Armand-Jean-Baptiste Rothureau (1819–1899) (Hydrologie)
- Paul Schützenberger (Chemie)
- Charles Adolphe Wurtz (Chemie)